# Finpro
Finpro ry (rekisteröity yhdistys, stowarzyszenie zarejestrowane) – fińska organizacją promocji eksportu, działającą przy wsparciu finansowym Ministerstwa Handlu i Przemysłu.
Stowarzyszenie Fińskiego Eksportu (Suomen vientiyhdistys, Finnish Export Association) powstało w 1919, w Turku. W 1921 przeniesiono je do Helsinek, zmieniło nazwę w 1938 na Fińskie Stowarzyszenie Handlu Zagranicznego (Suomen ulkomaankauppaliitto, Finnish Foreign Trade Association – FFTA), w 1970 rząd zdecydował się powierzyć stowarzyszeniu koordynację działań promocyjnych w tym zakresie. W latach 80. zaczęły powstawać biura regionalne. Znaczącym krokiem w historii stowarzyszenia było przekazanie jesienią 1992 przez Ministerstwo Spraw Zagranicznych sieci fińskich przedstawicielstw handlowych zagranicą, głównie biur radców handlowych, których praca od tej pory miała się opierać na zleceniach otrzymywanych głównie od klientów biznesowych.
Pod koniec lat 90. dokonano zasadniczych przeobrażeń stowarzyszenia, np. zmiany funkcji i strategii, oraz restrukturyzacji administracji, również nadania z dniem 4 marca 1999 nowej nazwy – Finpro.
Obecnie promocja eksportu jest teraz tylko jednym z aspektów działalności Finpro. Innym, nie mniej ważnym, jest przyspieszenie internacjonalizacji fińskich firm, przy współpracy z Fińską Agencją Finansowania Technologii i Innowacji Tekes (teknologian ja innovaatioiden kehittämiskeskus) oraz fińską państwową firmą wspomagania finansowego eksportu Finnvera S.A..
Finpro zatrudnia łącznie prawie 200 profesjonalistów w 8 biurach w kraju oraz w 64 biurach znajdujących się w 44 krajach.